# Copa do Mundo FIFA de 2018 – Grupo G

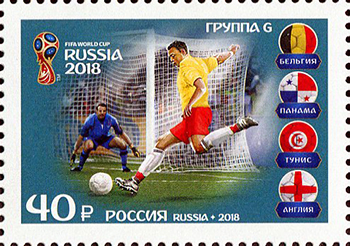
Selo russo de 2018 com as seleções do Grupo G

O Grupo G da Copa do Mundo FIFA de 2018, a vigésima primeira edição do torneio de futebol organizado pela Federação Internacional de Futebol (FIFA) e que ocorreu na Rússia, reuniu as seleções da Bélgica, do Panamá, da Tunísia e da Inglaterra. Seis das doze cidades-sede do torneio abrigaram jogos do grupo. A primeira partida, aconteceu em 18 de junho com a seleção belga enfrentando o Panamá, acabando com a vitória belga. Os dois melhores colocados do grupo avançaram as oitavas de final.

## Equipes
| Inscrição            | Equipe     | Confederação | Método de qualificação     | Data de qualificação   | Aparições em Copas | Última participação | Melhor resultado                        | Ranking da FIFA |
| Inscrição            | Equipe     | Confederação | Método de qualificação     | Data de qualificação   | Aparições em Copas | Última participação | Melhor resultado                        | outubro de 2017 |
| -------------------- | ---------- | ------------ | -------------------------- | ---------------------- | ------------------ | ------------------- | --------------------------------------- | --------------- |
| A1 (cabeça-de-chave) | Bélgica    | UEFA         | Vencedor do grupo H        | 3 de setembro de 2017  | 13                 | 2014                | Quarto lugar (1986)                     | 5º              |
| A2                   | Panamá     | CONCACAF     | 3º colocado da quinta fase | 10 de outubro de 2017  | 1                  | –                   | Estreante                               | 49º             |
| A3                   | Tunísia    | CAF          | Vencedor do grupo A        | 11 de novembro de 2017 | 5                  | 2006                | Fase de grupos (1978, 1998, 2002, 2006) | 28º             |
| A4                   | Inglaterra | UEFA         | Vencedor do grupo F        | 5 de outubro de 2017   | 15                 | 2014                | Campeão (1966)                          | 12º             |

## Encontros anteriores em Copas do Mundo
- Bélgica x Panamá: Nenhum encontro
- Tunísia x Inglaterra:
  - 1998, fase de grupos: Inglaterra 2–0 Tunísia
- Bélgica x Tunísia:
  - 2002, fase de grupos: Tunísia 1–1 Bélgica
- Inglaterra x Panamá: Nenhum encontro
- Inglaterra x Bélgica:
  - 1954, fase de grupos: Inglaterra 4–4 Bélgica
  - 1990, oitavas de final: Inglaterra 1–0 Bélgica
- Panamá x Tunísia: Nenhum encontro

## Classificação
| Legenda                                                         |
| --------------------------------------------------------------- |
| Primeiro e segundo colocados do grupo avançam para a fase final |

| Pos | Equipe     | Pts | J | V | E | D | GP | GC | SG | Classificado      |
| --- | ---------- | --- | - | - | - | - | -- | -- | -- | ----------------- |
| 1   | Bélgica    | 9   | 3 | 3 | 0 | 0 | 9  | 2  | +7 | Fase eliminatória |
| 2   | Inglaterra | 6   | 3 | 2 | 0 | 1 | 8  | 3  | +5 | Fase eliminatória |
| 3   | Tunísia    | 3   | 3 | 1 | 0 | 2 | 5  | 8  | −3 | Eliminado         |
| 4   | Panamá     | 0   | 3 | 0 | 0 | 3 | 2  | 11 | −9 | Eliminado         |

## Partidas

### Bélgica vs. Panamá
| 18 de junho   | Bélgica                       | 3 – 0     | Panamá | Estádio Olímpico de Fisht, Sóchi           |
| 18:00 (UTC+3) | Mertens 47' · Lukaku 69', 75' | Relatório |        | Público: 43 257 Árbitro: ZAM Janny Sikazwe |

| Bélgica | Panamá |

| G                | 1  | Thibaut Courtois  |     |     |
| Z                | 2  | Toby Alderweireld |     |     |
| Z                | 20 | Dedryck Boyata    |     |     |
| Z                | 5  | Jan Vertonghen    | 59' |     |
| M                | 15 | Thomas Meunier    | 14' |     |
| M                | 7  | Kevin De Bruyne   | 88' |     |
| M                | 6  | Axel Witsel       |     | 90' |
| M                | 11 | Yannick Carrasco  |     | 74' |
| A                | 14 | Dries Mertens     |     | 83' |
| A                | 10 | Eden Hazard       |     |     |
| A                | 9  | Romelu Lukaku     |     |     |
| Substituições:   |    |                   |     |     |
| M                | 19 | Mousa Dembélé     |     | 74' |
| M                | 16 | Thorgan Hazard    |     | 83' |
| M                | 22 | Nacer Chadli      |     | 90' |
| Treinador:       |    |                   |     |     |
| Roberto Martínez |    |                   |     |     |

| G                  | 1  | Jaime Penedo         |       |     |
| LD                 | 2  | Michael Amir Murillo | 51'   |     |
| Z                  | 5  | Román Torres         |       |     |
| Z                  | 4  | Fidel Escobar        |       |     |
| LE                 | 15 | Erick Davis          | 18'   |     |
| M                  | 6  | Gabriel Gómez        |       |     |
| M                  | 11 | Armando Cooper       | 49'   |     |
| M                  | 20 | Aníbal Godoy         | 57'   |     |
| M                  | 8  | Édgar Bárcenas       | 45+2' | 63' |
| M                  | 21 | José Luis Rodríguez  |       | 63' |
| A                  | 7  | Blas Pérez           |       | 73' |
| Substituições:     |    |                      |       |     |
| A                  | 9  | Gabriel Torres       |       | 63' |
| A                  | 10 | Ismael Díaz          |       | 63' |
| A                  | 18 | Luis Tejada          |       | 73' |
| Treinador:         |    |                      |       |     |
| Hernán Darío Gómez |    |                      |       |     |

| Homem do Jogo: Romelu Lukaku Bandeirinhas: Jerson dos Santos Zakhele Siwela Quarto árbitro: Ryuji Sato Quinto árbitro: Toru Sagara Árbitro assistente de vídeo: Bastian Dankert Árbitros assistentes de árbitro de vídeo: Felix Zwayer Sander van Roekel Danny Makkelie |

### Tunísia vs. Inglaterra
| 18 de junho   | Tunísia         | 1 – 2     | Inglaterra      | Arena Volgogrado, Volgogrado               |
| 21:00 (UTC+3) | Sassi 35' (pen) | Relatório | Kane 11', 90+1' | Público: 41 064 Árbitro: COL Wilmar Roldán |

| Tunísia | Inglaterra |

| G              | 22 | Mouez Hassen            |  | 16' |
| LD             | 11 | Dylan Bronn             |  |     |
| Z              | 2  | Syam Ben Youssef        |  |     |
| Z              | 4  | Yassine Meriah          |  |     |
| LE             | 12 | Ali Maâloul             |  |     |
| V              | 13 | Ferjani Sassi           |  |     |
| V              | 17 | Ellyes Skhiri           |  |     |
| V              | 9  | Anice Badri             |  |     |
| A              | 8  | Fakhreddine Ben Youssef |  |     |
| A              | 10 | Wahbi Khazri            |  | 85' |
| A              | 23 | Naïm Sliti              |  | 74' |
| Substituições: |    |                         |  |     |
| G              | 1  | Farouk Ben Mustapha     |  | 16' |
| M              | 14 | Mohamed Amine Ben Amor  |  | 74' |
| A              | 19 | Saber Khalifa           |  | 85' |
| Treinador:     |    |                         |  |     |
| Nabil Maâloul  |    |                         |  |     |

| G                | 1  | Jordan Pickford    |     |       |
| Z                | 2  | Kyle Walker        | 33' |       |
| Z                | 5  | John Stones        |     |       |
| Z                | 6  | Harry Maguire      |     |       |
| M                | 8  | Jordan Henderson   |     |       |
| M                | 20 | Dele Alli          |     | 80'   |
| M                | 7  | Jesse Lingard      |     | 90+3' |
| M                | 12 | Kieran Trippier    |     |       |
| M                | 18 | Ashley Young       |     |       |
| A                | 10 | Raheem Sterling    |     | 68'   |
| A                | 9  | Harry Kane         |     |       |
| Substituições:   |    |                    |     |       |
| A                | 19 | Marcus Rashford    |     | 68'   |
| M                | 21 | Ruben Loftus-Cheek |     | 80'   |
| M                | 4  | Eric Dier          |     | 90+3' |
| Treinador:       |    |                    |     |       |
| Gareth Southgate |    |                    |     |       |

| Homem do Jogo: Harry Kane Bandeirinhas: Alexander Guzmán Cristian de la Cruz Quarto árbitro: Ricardo Montero Quinto árbitro: Hiroshi Yamauchi Árbitro assistente de vídeo: Sandro Meira Ricci Árbitros assistentes de árbitro de vídeo: Gery Vargas Emerson de Carvalho Tiago Martins |

### Bélgica vs. Tunísia
| 23 de junho   | Bélgica                                                  | 5 – 2     | Tunísia                  | Arena Otkrytie, Moscou                    |
| 15:00 (UTC+3) | Hazard 6' (pen), 51' · Lukaku 16', 45+3' · Batshuayi 90' | Relatório | Bronn 18' · Khazri 90+3' | Público: 44 190 Árbitro: USA Jair Marrufo |

| Bélgica | Tunísia |

| G                | 1  | Thibaut Courtois  |  |     |
| Z                | 2  | Toby Alderweireld |  |     |
| Z                | 20 | Dedryck Boyata    |  |     |
| Z                | 5  | Jan Vertonghen    |  |     |
| M                | 15 | Thomas Meunier    |  |     |
| M                | 7  | Kevin De Bruyne   |  |     |
| M                | 6  | Axel Witsel       |  |     |
| M                | 11 | Yannick Carrasco  |  |     |
| A                | 14 | Dries Mertens     |  | 86' |
| A                | 9  | Romelu Lukaku     |  | 59' |
| A                | 10 | Eden Hazard       |  | 68' |
| Substituições:   |    |                   |  |     |
| M                | 8  | Marouane Fellaini |  | 59' |
| A                | 21 | Michy Batshuayi   |  | 68' |
| M                | 17 | Youri Tielemans   |  | 86' |
| Treinador:       |    |                   |  |     |
| Roberto Martínez |    |                   |  |     |

| G              | 1  | Farouk Ben Mustapha     |     |     |
| LD             | 11 | Dylan Bronn             |     | 24' |
| Z              | 2  | Syam Ben Youssef        |     | 41' |
| Z              | 4  | Yassine Meriah          |     |     |
| LE             | 12 | Ali Maâloul             |     |     |
| M              | 7  | Saîf-Eddine Khaoui      |     |     |
| M              | 17 | Ellyes Skhiri           |     |     |
| M              | 13 | Ferjani Sassi           | 14' | 59' |
| A              | 8  | Fakhreddine Ben Youssef |     |     |
| A              | 10 | Wahbi Khazri            |     |     |
| A              | 9  | Anice Badri             |     |     |
| Substituições: |    |                         |     |     |
| Z              | 21 | Hamdi Nagguez           |     | 24' |
| Z              | 3  | Yohan Benalouane        |     | 41' |
| M              | 23 | Naïm Sliti              |     | 59' |
| Treinador:     |    |                         |     |     |
| Nabil Maâloul  |    |                         |     |     |

| Homem do Jogo: Eden Hazard Bandeirinhas: Corey Rockwell Juan Zumba Quarto árbitro: Andrés Cunha Quinto árbitro: Nicolás Tarán Árbitro assistente de vídeo: Mark Geiger Árbitros assistentes de árbitro de vídeo: Bastian Dankert Joe Fletcher Felix Zwayer |

### Inglaterra vs. Panamá
| 24 de junho   | Inglaterra                                                      | 6 – 1     | Panamá    | Estádio de Níjni Novgorod, Nijni Novgorod |
| 15:00 (UTC+3) | Stones 8', 40' · Kane 22' (pen), 45+1' (pen), 62' · Lingard 36' | Relatório | Baloy 78' | Público: 43 319 Árbitro: EGY Gehad Grisha |

| Inglaterra | Panamá |

| G                | 1  | Jordan Pickford    |     |     |
| Z                | 2  | Kyle Walker        |     |     |
| Z                | 5  | John Stones        |     |     |
| Z                | 6  | Harry Maguire      |     |     |
| M                | 8  | Jordan Henderson   |     |     |
| M                | 21 | Ruben Loftus-Cheek | 23' |     |
| M                | 7  | Jesse Lingard      |     | 63' |
| M                | 12 | Kieran Trippier    |     | 70' |
| M                | 18 | Ashley Young       |     |     |
| A                | 10 | Raheem Sterling    |     |     |
| A                | 9  | Harry Kane         |     | 63' |
| Substituições:   |    |                    |     |     |
| A                | 19 | Jamie Vardy        |     | 63' |
| M                | 4  | Fabian Delph       |     | 63' |
| M                | 21 | Danny Rose         |     | 70' |
| Treinador:       |    |                    |     |     |
| Gareth Southgate |    |                    |     |     |

| G                  | 1  | Jaime Penedo         |     |     |
| LD                 | 2  | Michael Amir Murillo | 72' |     |
| Z                  | 5  | Román Torres         |     |     |
| Z                  | 4  | Fidel Escobar        | 44' |     |
| LE                 | 15 | Erick Davis          |     |     |
| M                  | 6  | Gabriel Gómez        |     | 69' |
| M                  | 11 | Armando Cooper       | 10' |     |
| M                  | 20 | Aníbal Godoy         |     | 62' |
| M                  | 8  | Édgar Bárcenas       |     | 69' |
| M                  | 21 | José Luis Rodríguez  |     |     |
| A                  | 7  | Blas Pérez           |     |     |
| Substituições:     |    |                      |     |     |
| A                  | 19 | Ricardo Ávila        |     | 62' |
| A                  | 16 | Abdiel Arroyo        |     | 69' |
| A                  | 23 | Felipe Baloy         |     | 69' |
| Treinador:         |    |                      |     |     |
| Hernán Darío Gómez |    |                      |     |     |

| Homem do Jogo: Harry Kane Bandeirinhas: Redouane Achik Waleed Ahmed Quarto árbitro: Norbert Hauata Quinto árbitro: Bertrand Brial Árbitro assistente de vídeo: Danny Makkelie Árbitros assistentes de árbitro de vídeo: Sander Van Roekel Pawel Gil Mark Geiger |

### Inglaterra vs. Bélgica
| 28 de junho   | Inglaterra | 0 – 1     | Bélgica     | Estádio de Kaliningrado, Kaliningrado      |
| 20:00 (UTC+2) |            | Relatório | Januzaj 51' | Público: 33 973 Árbitro: SVN Damir Skomina |

| Inglaterra | Bélgica |

| G                | 1  | Jordan Pickford        |  |     |
| Z                | 16 | Phil Jones             |  |     |
| Z                | 5  | John Stones            |  | 46' |
| Z                | 15 | Gary Cahill            |  |     |
| V                | 4  | Eric Dier              |  |     |
| M                | 21 | Ruben Loftus-Cheek     |  |     |
| M                | 17 | Fabian Delph           |  |     |
| M                | 22 | Trent Alexander-Arnold |  | 79' |
| M                | 3  | Danny Rose             |  |     |
| A                | 19 | Marcus Rashford        |  |     |
| A                | 11 | Jamie Vardy            |  |     |
| Substituições:   |    |                        |  |     |
| Z                | 6  | Harry Maguire          |  | 46' |
| M                | 14 | Danny Welbeck          |  | 79' |
| Treinador:       |    |                        |  |     |
| Gareth Southgate |    |                        |  |     |

| G                | 1  | Thibaut Courtois   |     |     |
| Z                | 23 | Leander Dendoncker | 33' |     |
| Z                | 20 | Dedryck Boyata     |     |     |
| Z                | 3  | Thomas Vermaelen   |     | 74' |
| M                | 22 | Nacer Chadli       |     |     |
| M                | 8  | Marouane Fellaini  |     |     |
| M                | 19 | Mousa Dembélé      |     |     |
| M                | 16 | Thorgan Hazard     |     |     |
| PD               | 18 | Adnan Januzaj      |     | 86' |
| A                | 21 | Michy Batshuayi    |     |     |
| PE               | 17 | Youri Tielemans    | 19' |     |
| Substituições:   |    |                    |     |     |
| Z                | 4  | Vincent Kompany    |     | 74' |
| M                | 14 | Dries Mertens      |     | 86' |
| Treinador:       |    |                    |     |     |
| Roberto Martínez |    |                    |     |     |

| Homem do Jogo: Adnan Januzaj Bandeirinhas: Jure Praprotnik Robert Vukan Quatro árbitro: Mohammed Abdulla Hassan Mohamed Quinto árbitro: Mohamed Al Hammadi Árbitro assistente de vídeo: Artur Soares Dias Árbitros assistentes de árbitro de vídeo: Paweł Gil Roberto Díaz Pérez Mauro Vigliano |

### Panamá vs. Tunísia
| 28 de junho   | Panamá            | 1 – 2     | Tunísia                         | Arena Mordovia, Saransk                      |
| 21:00 (UTC+3) | Meriah 33' (g.c.) | Relatório | F. Ben Youssef 51' · Khazri 66' | Público: 37 168 Árbitro: BHR Nawaf Shukralla |

| Panamá | Tunísia |

| G                  | 1  | Jaime Penedo        |       |     |
| LD                 | 13 | Adolfo Machado      |       |     |
| Z                  | 5  | Román Torres        |       | 56' |
| Z                  | 4  | Fidel Escobar       |       |     |
| LE                 | 17 | Luis Ovalle         |       |     |
| V                  | 6  | Gabriel Gómez       | 80'   |     |
| M                  | 20 | Aníbal Godoy        |       |     |
| M                  | 19 | Ricardo Ávila       | 78'   | 81' |
| M                  | 8  | Édgar Bárcenas      |       |     |
| M                  | 21 | José Luis Rodríguez |       |     |
| A                  | 9  | Gabriel Torres      |       | 46' |
| Substituições:     |    |                     |       |     |
| Z                  | 3  | Harold Cummings     |       | 46' |
| M                  | 18 | Luis Tejada         | 90+6' | 56' |
| M                  | 16 | Abdiel Arroyo       |       | 81' |
| Treinador:         |    |                     |       |     |
| Hernán Darío Gómez |    |                     |       |     |

| G              | 16 | Aymen Mathlouthi        |       |     |
| LD             | 21 | Hamdi Nagguez           |       |     |
| Z              | 6  | Rami Bedoui             |       |     |
| Z              | 4  | Yassine Meriah          |       |     |
| LE             | 5  | Oussama Haddadi         |       |     |
| M              | 13 | Ferjani Sassi           | 44'   | 46' |
| M              | 17 | Ellyes Skhiri           |       |     |
| M              | 20 | Ghailene Chaalali       | 90+3' |     |
| PD             | 8  | Fakhreddine Ben Youssef |       |     |
| A              | 10 | Wahbi Khazri            |       | 89' |
| PE             | 23 | Naïm Sliti              |       | 77' |
| Substituições: |    |                         |       |     |
| M              | 9  | Anice Badri             | 71'   | 46' |
| M              | 15 | Ahmed Khalil            |       | 77' |
| M              | 18 | Bassem Srarfi           |       | 89' |
| Treinador:     |    |                         |       |     |
| Nabil Maâloul  |    |                         |       |     |

| Homem do Jogo: Fakhreddine Ben Youssef Bandeirinhas: Yaser Khalil Abdulla Tulefat Taleb Al Marri Quatro árbitro: Mehdi Abid Charef Quinto árbitro: Hiroshi Yamauchi Árbitro assistente de vídeo: Tiago Martins Árbitros assistentes de árbitro de vídeo: Abdulrahman Al-Jassim Marvin Torrentera Sandro Meira Ricci |

## Disciplina
Os pontos por fair play são usados como critério de desempate se duas equipes terminem empatadas em todos os demais critérios de desempate. Estes foram calculados com base nos cartões amarelos e vermelhos recebidos em todas as partidas do grupo da seguinte forma:
- primeiro cartão amarelo: menos 1 ponto;
- cartão vermelho indireto (segundo cartão amarelo): menos 3 pontos;
- cartão vermelho direto: menos 4 pontos;
- cartão amarelo e cartão vermelho direto: menos 5 pontos;

Apenas uma das deduções acima seria aplicada a um jogador em uma única partida.
| Seleção    | Jogo 1                        | Jogo 1                            | Jogo 1  | Jogo 1               | Jogo 2                        | Jogo 2                            | Jogo 2  | Jogo 2               | Jogo 3                        | Jogo 3                            | Jogo 3  | Jogo 3               | Pontos |
| Seleção    | Penalizado com cartão amarelo | Penalizado · Penalizado · Expulso | Expulso | Penalizado · Expulso | Penalizado com cartão amarelo | Penalizado · Penalizado · Expulso | Expulso | Penalizado · Expulso | Penalizado com cartão amarelo | Penalizado · Penalizado · Expulso | Expulso | Penalizado · Expulso | Pontos |
| ---------- | ----------------------------- | --------------------------------- | ------- | -------------------- | ----------------------------- | --------------------------------- | ------- | -------------------- | ----------------------------- | --------------------------------- | ------- | -------------------- | ------ |
| Inglaterra | 1                             |                                   |         |                      | 1                             |                                   |         |                      |                               |                                   |         |                      | −2     |
| Tunísia    |                               |                                   |         |                      | 1                             |                                   |         |                      | 3                             |                                   |         |                      | −4     |
| Bélgica    | 3                             |                                   |         |                      |                               |                                   |         |                      | 2                             |                                   |         |                      | −5     |
| Panamá     | 5                             |                                   |         |                      | 3                             |                                   |         |                      | 3                             |                                   |         |                      | −11    |